# Avigliano
Avigliano (Avigliànë in dialetto aviglianese) è un comune italiano di 10 435 abitanti della provincia di Potenza in Basilicata. Con decreto del 27 dicembre 1991 a firma del presidente della Repubblica Francesco Cossiga, ad Avigliano è stato conferito il titolo araldico di città.

## Geografia fisica

### Territorio

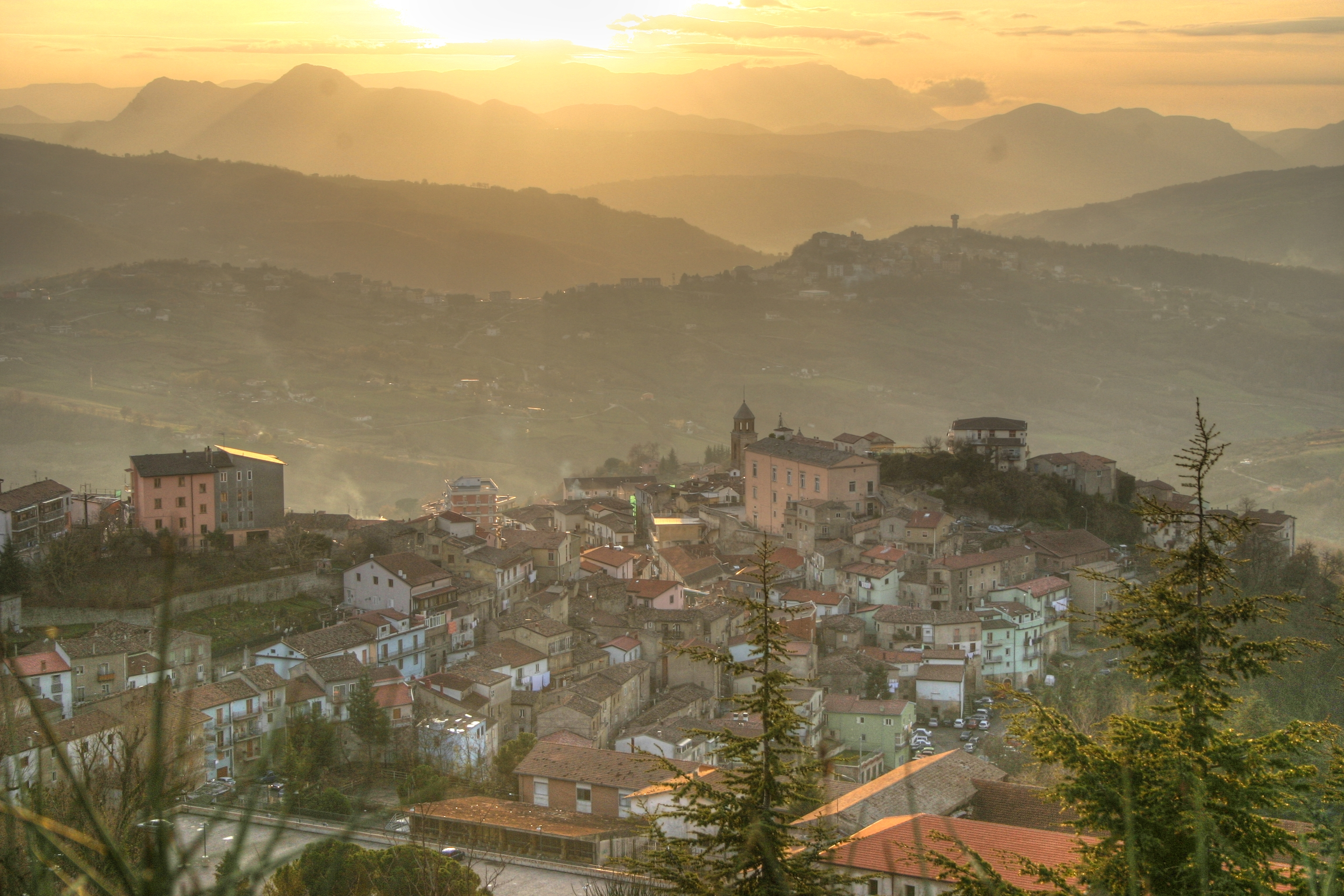
Panoramica di Avigliano

Avigliano sorge a 800 m nella parte nord-occidentale della provincia.
Nel territorio si trovano diverse montagne:
- Monte Caruso: 1239 m
- Monte Carmine: 1228 m
- Monte Sant'Angelo: 1121 m
- Monte Alto: 938 m

### Clima
La temperatura media annua è di 12 °C; la temperatura media del mese più freddo (gennaio) è di 3.3 °C e quella del mese più caldo (luglio) è di 21.4 °C. La temperatura minima assoluta è stata di -17 °C e la massima di 38 °C.
La precipitazione media annua è pari a 844 mm, con punte di 1192 mm (precipitazione massima annua) e 679 mm (precipitazione minima annua). Il numero di giorni piovosi in un anno è di 92.

## Origini del nome
Il toponimo deriverebbere da avis locum ("luogo dell'uccello"), una denominazione che sarebbe stata data da alcuni marinai orientali, oppure da locum avellani ("luogo dei noccioli").
Nel territorio si è ipotizzata la presenza di un fondo tra la fine dell'età repubblicana e gli inizi di quella imperiale; sotto Traiano è menzionato un fundus Avillanus o Avilius, mentre successivamente una lapide funeraria dedicata ad una Villiana ha fatto supporre che l'abitato prendesse il nome da questa famiglia.

## Storia

### Medioevo
I primi reperti archeologici e documenti che testimoniano con certezza l'esistenza di Avigliano risalgono agli inizi dell'alto medioevo.
Il primo documento nel quale la città è citata risale al 13 novembre 1127, sotto il dominio normanno. Il 18 luglio 1137 a Lagopesole, frazione di Avigliano, si tenne il quinto concilio di Melfi, nel corso del quale il papa Innocenzo II annullò la scomunica ai monaci di Montecassino, sostenitori dell'antipapa Anacleto II. Durante il concilio trovò qui ospitalità anche l'imperatore Lotario II, le cui milizie si erano unite a quelle del pontefice per sedare una rivolta a Bari.
Nel secolo successivo, Federico II di Svevia decise di erigere un castello a Lagopesole, da destinare a soggiorno estivo e alla caccia con il falcone. Nel 1290 vi venne costruito il primo convento dei padri domenicani (1290) in Basilicata.

### Cinquecento e Seicento
Avigliano era legata fin dal XIV secolo al feudo di Melfi, dominato prevalentemente dalla famiglia Caracciolo ma anche con altre nobiltà locali quali i marchesi Telesca di Gaetano, i Vuy-Cinzoja de Sales, i duchi Sabia Ventimiglia e le varie famiglie baronali. Nel secolo XVI fu costituita in università del Regno e i poteri dei feudatari furono limitati con una convenzione stipulata nel 1579.
Nel 1612 il feudo di Avigliano passò ai Doria.
Nel 1694 si verificò una carestia a seguito di una lunga siccità; nel terremoto dell'8 settembre ad Avigliano furono distrutte una ventina di abitazioni, tra cui il palazzo dei marchesi Telesca di Gaetano e danneggiato gravemente il palazzo baronale e la chiesa madre, ma non si contarono vittime. La popolazione fece voto di erigere una cappella votiva alla Madonna del Carmine che l'aveva salvata da maggiori danni. Due anni dopo, infatti, il capitolo ecclesiastico di Avigliano dette inizio alla costruzione della cappella sulla Montagnola, che assunse la denominazione di Monte Carmine.

### Settecento e Ottocento
Nel 1799 nobili, popolani e religiosi appoggiarono la repubblica napoletana e l'albero della libertà vi fu piantato il 19 gennaio, prima ancora dell'ingresso delle truppe francesi a Napoli. Figura di primo piano e leader della Repubblica fu proprio l’aviglianese Nicola Palomba.
Gli aviglianesi ai moti del 1820 e del 1848, e successivamente a quelli unitari del 1860. Dopo lo sbarco di Garibaldi in Sicilia, nel maggio del 1860 fu costituito a Corleto il comitato rivoluzionario lucano. I 124 comuni della Basilicata vennero suddivisi in 10 sub-centri insurrezionali. Ad Avigliano le truppe cittadine furono comandate dal sacerdote Nicola Mancusi. Con la cosiddetta insurrezione lucana la regione fu liberata dai Borboni prima ancora dell'arrivo di Garibaldi: Mancusi riunì in seguito una colonna di 700 armati di Avigliano, unendosi alle truppe provenienti dal Sud e accompagnò il generale fino a Napoli.
Con il fenomeno del brigantaggio, nelle campagne e nei boschi di Lagopesole, frazione di Avigliano, ne sorsero i primi e più importanti nuclei, comandati da Carmine Crocco di Rionero in Vulture e da Giuseppe Nicola Summa, più noto come Ninco Nanco, di origine aviglianese. Tuttavia ad Avigliano i contadini e gli artigiani si riunirono ai borghesi respingendo nel 1861 la banda di Crocco dall'ingresso nel paese. Nei mesi successivi, dopo aver subito alcune sconfitte, il 19 novembre 1861 Crocco, con le bande falcidiate dalle perdite subite, dalle malattie, dal freddo, e dalle diserzioni, decise di attaccare Avigliano malgrado la dichiarata contrarietà di José Borjes. Giunti nella cittadina con la popolazione in armi e pronta a difendersi, le formazioni comandate da Crocco attaccarono ma non riuscirono a superarne le difese. Considerate le perdite subite e la manifesta impossibilità di ottenere il successo, Crocco fece suonare la ritirata rifugiandosi ancora una volta a Lagopesole. il consiglio provinciale della Basilicata dell'11 gennaio 1862, nel considerare eroica la resistenza di Avigliano dichiarò: “Benemeriti della Patria…anche i cittadini di Avigliano… che con tanto coraggio e tanto patriottismo seppero difendere le mura dei padri loro.”

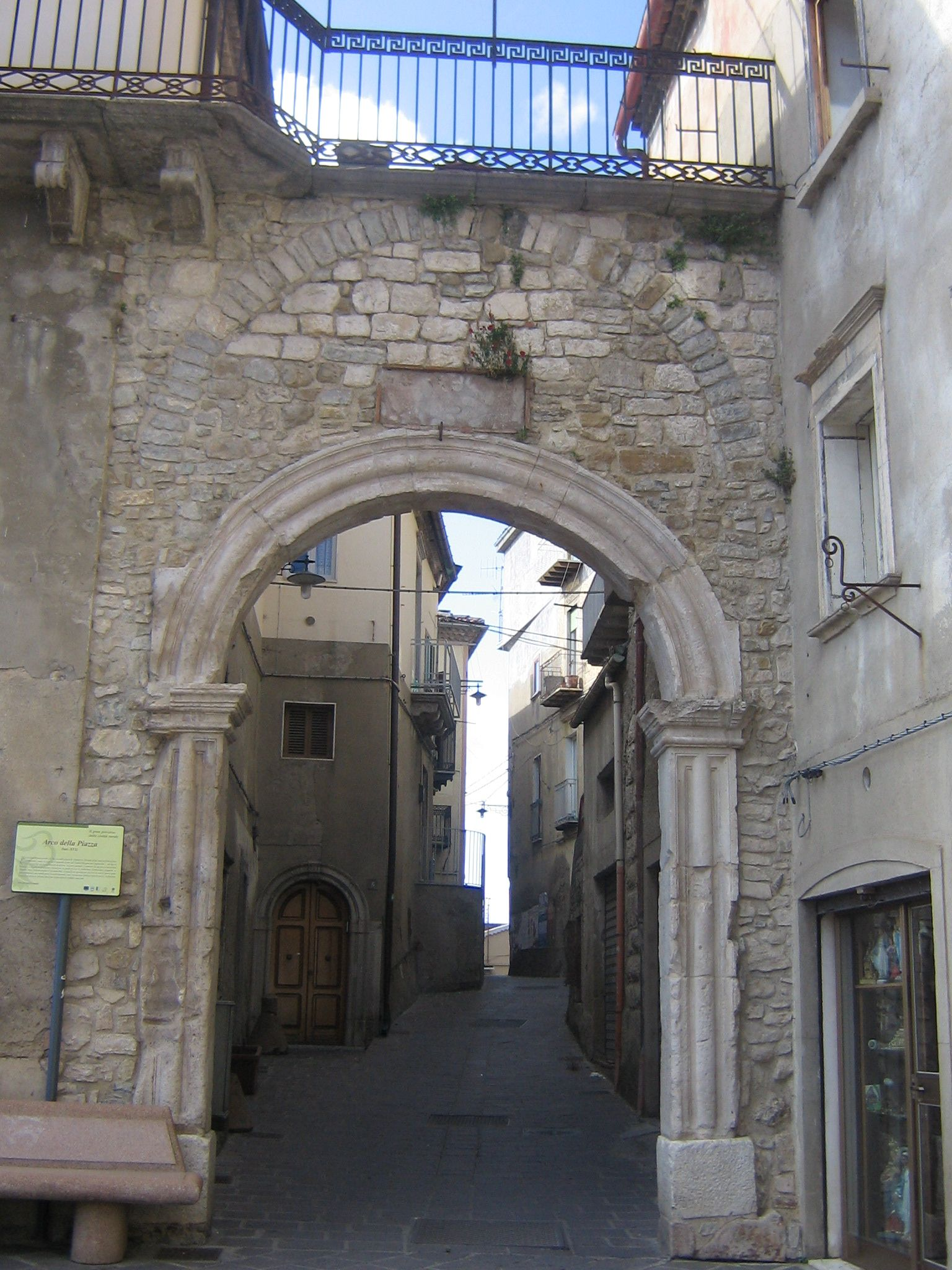
Arco della piazza

Avigliano fu inoltre toccato dal fenomeno dell'emigrazione: nel solo periodo 1884-1913 furono in 9.000 a lasciare il paese per raggiungere gli Stati Uniti in cerca di fortuna.

### Novecento
Durante la prima guerra mondiale i soldati aviglianesi furono inviati a combattere sul Carso.
Nel 1926 venne inaugurato nella piazza principale un monumento dedicato a Emanuele Gianturco, giurista e politico nato ad Avigliano. Con il contributo degli aviglianesi emigrati negli Stati Uniti, il 25 maggio 1930 fu inaugurato inoltre un monumento ai Caduti del Mezzogiorno e, nel corso della stessa cerimonia anche la linea ferroviaria tra Avigliano città e Avigliano scalo, costruita dalla Società Mediterranea per le linee ferrate calabro-lucane e che permetteva il collegamento di Avigliano alla linea ferroviaria Potenza-Foggia, e a quella verso Bari. Nel 1935, con la realizzazione del tronco autonomo Avigliano scalo - Potenza inferiore, la linea ferroviaria ebbe un collegamento diretto con la città di Potenza.
Sempre nel 1935 furono edificati il Riformatorio giudiziario, dipendente dal Ministero di grazia e giustizia, e l'edificio scolastico elementare che in seguito fu intitolato a Silvio Spaventa Filippi.

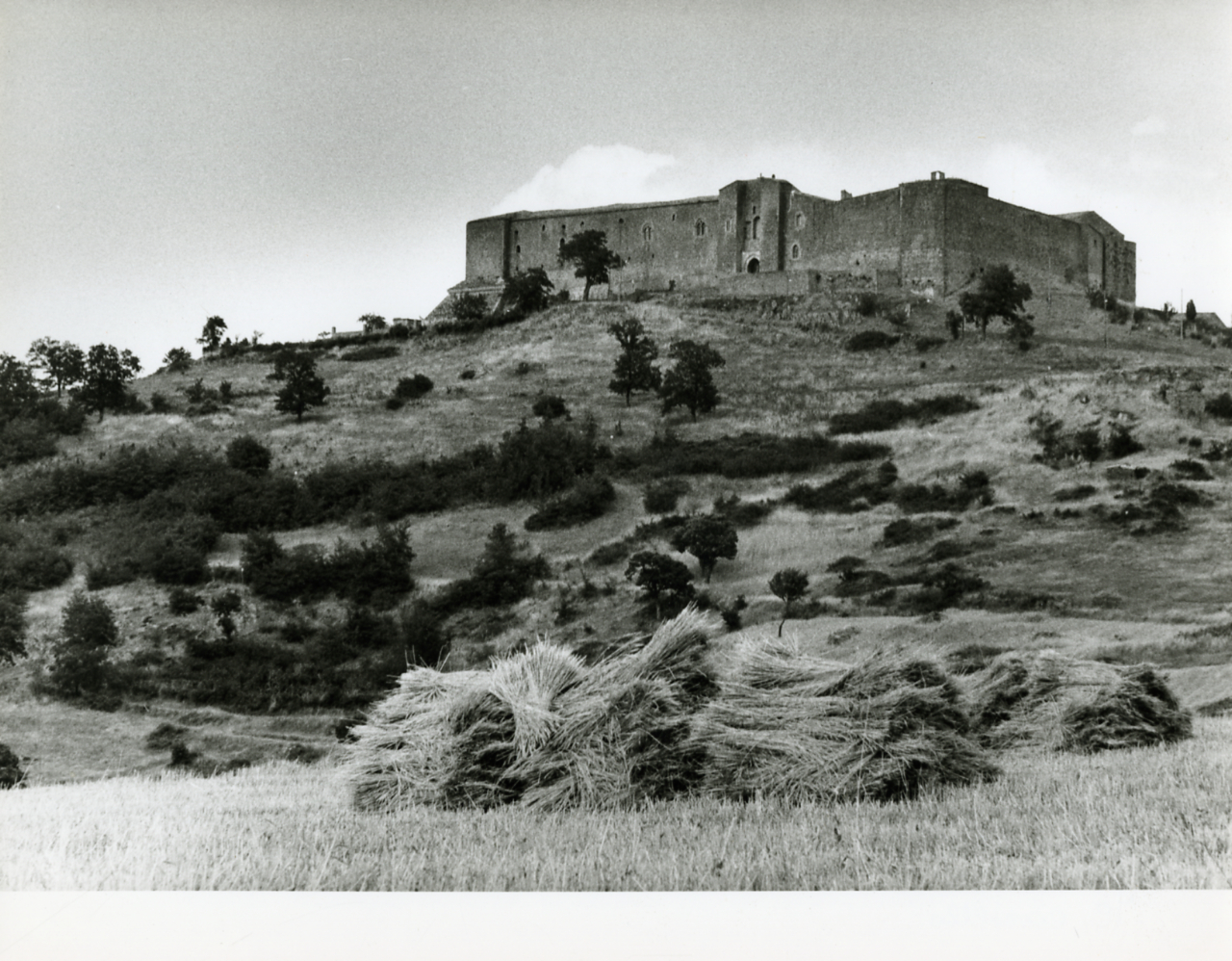
Castel Lagopesole nel 1970 fotografato da Paolo Monti (BEIC)

Durante gli anni della seconda guerra mondiale, Avigliano divenne luogo di confino per molti ebrei e internati politici di fede antifascista. I profughi ebrei furono 35, di diversa nazionalità e provenienza, inclusa una bambina. Gli internati furono tutti liberati con l'arrivo dell'esercito alleato nel settembre 1943. Alcuni di essi furono in grado di emigrare negli Stati Uniti già nel luglio 1944. Gli altri rimasero nell'Italia meridionale in attesa della fine della guerra. Uno di loro (Ernesto Orbach) morì a Avigliano per cause naturali, il 2 novembre 1944.
Nell'immediato dopoguerra, trenta frazioni ricadenti nella parte nord del territorio comunale si fecero promotrici di un comitato per ottenere l'autonomia amministrativa da Avigliano; nel 1951 esse si distaccarono da Avigliano e costituirono un nuovo comune con capoluogo Filiano.

### Simboli

#### Stemma
Lo statuto comunale della Città di Avigliano, all'art. 3, afferma che:
(Art. 3, cc. 1 e 2 dello Statuto comunale)
Il gonfalone è un drappo di azzurro.
Lo stemma e il gonfalone sono stati concessi con DPR del 27 dicembre 1991.

## Monumenti e luoghi d'interesse

### Architetture religiose

#### Chiese

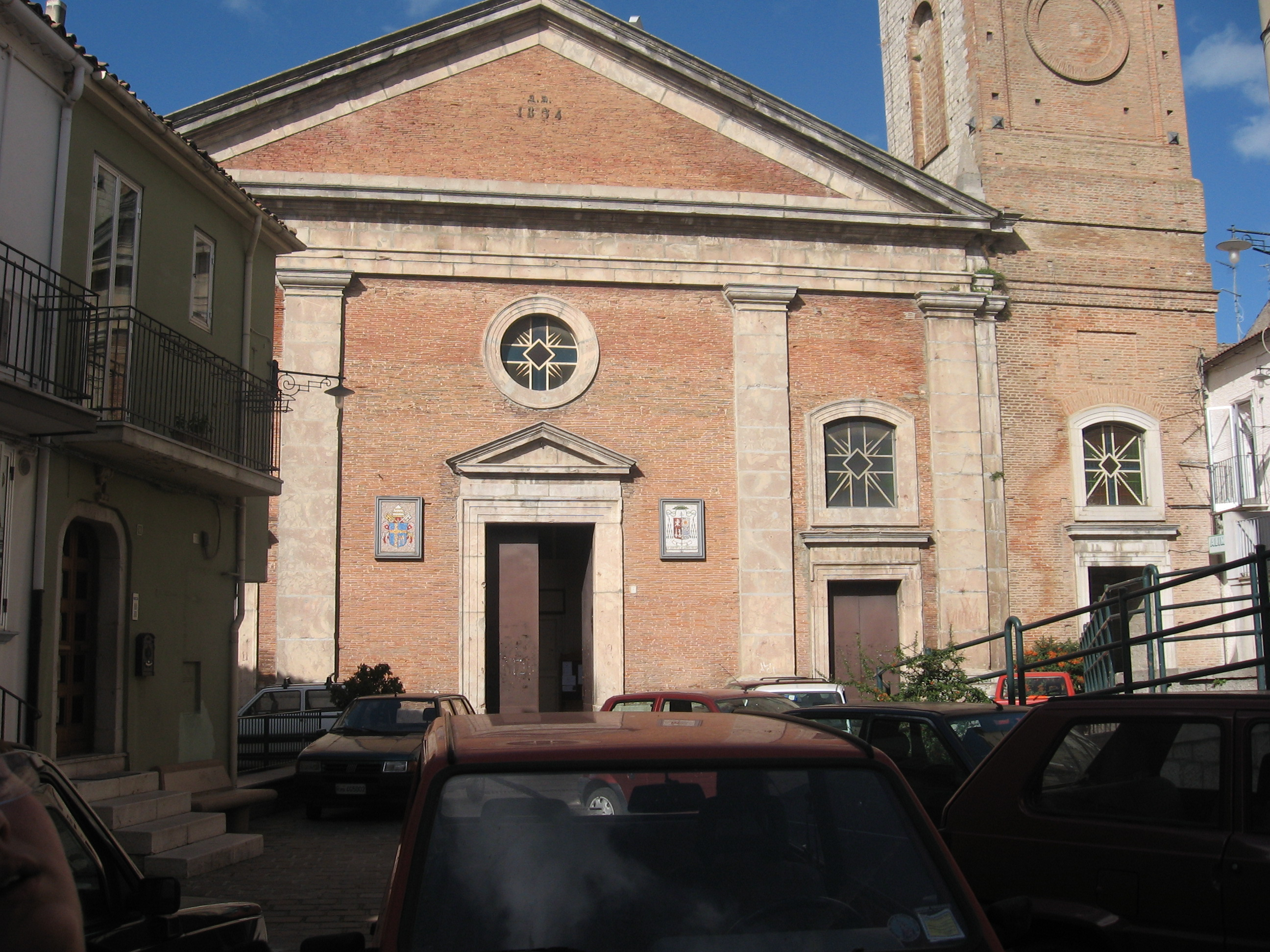
Basilica di Santa Maria del Carmine

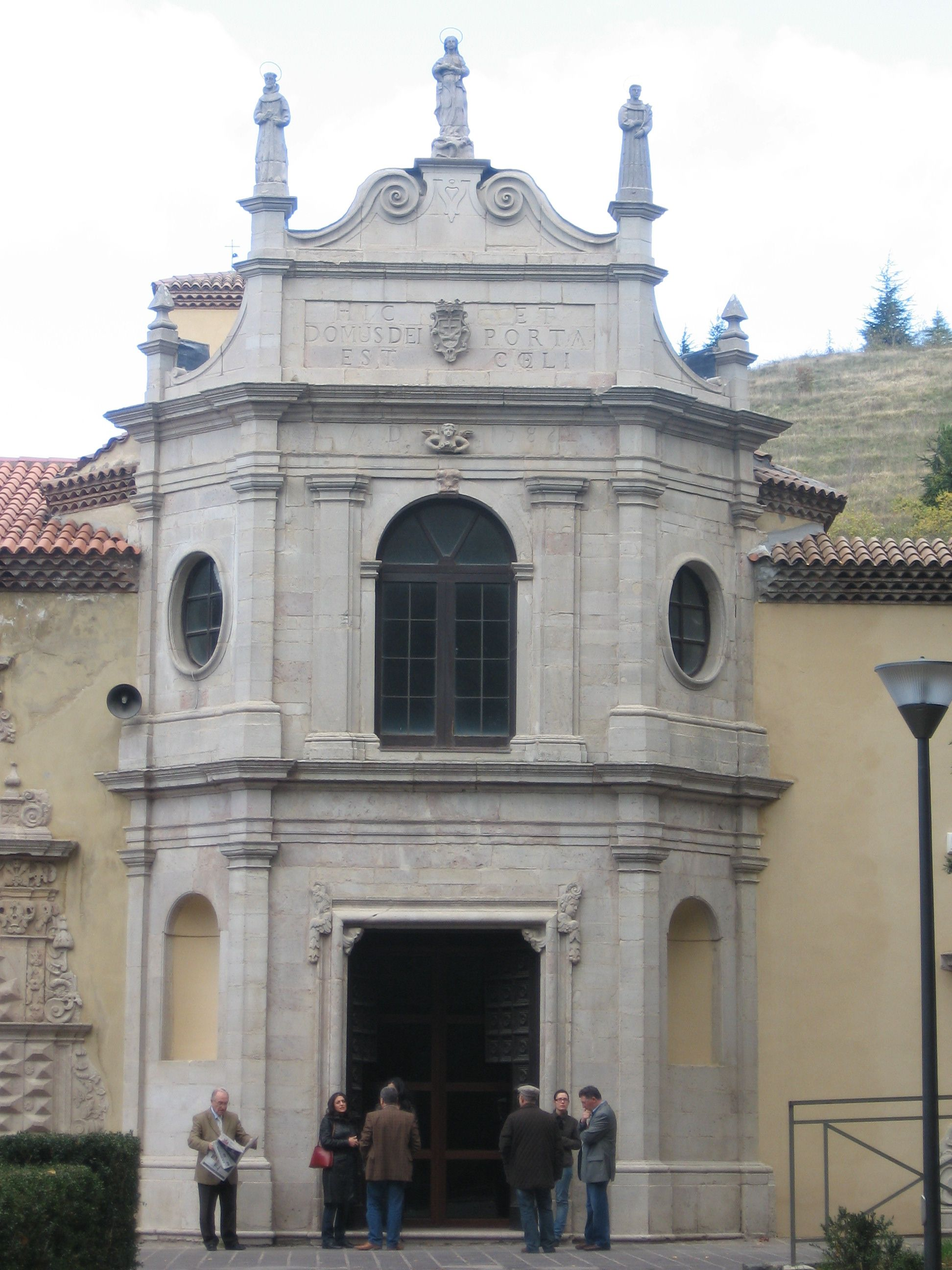
Chiesa di Santa Maria degli Angeli

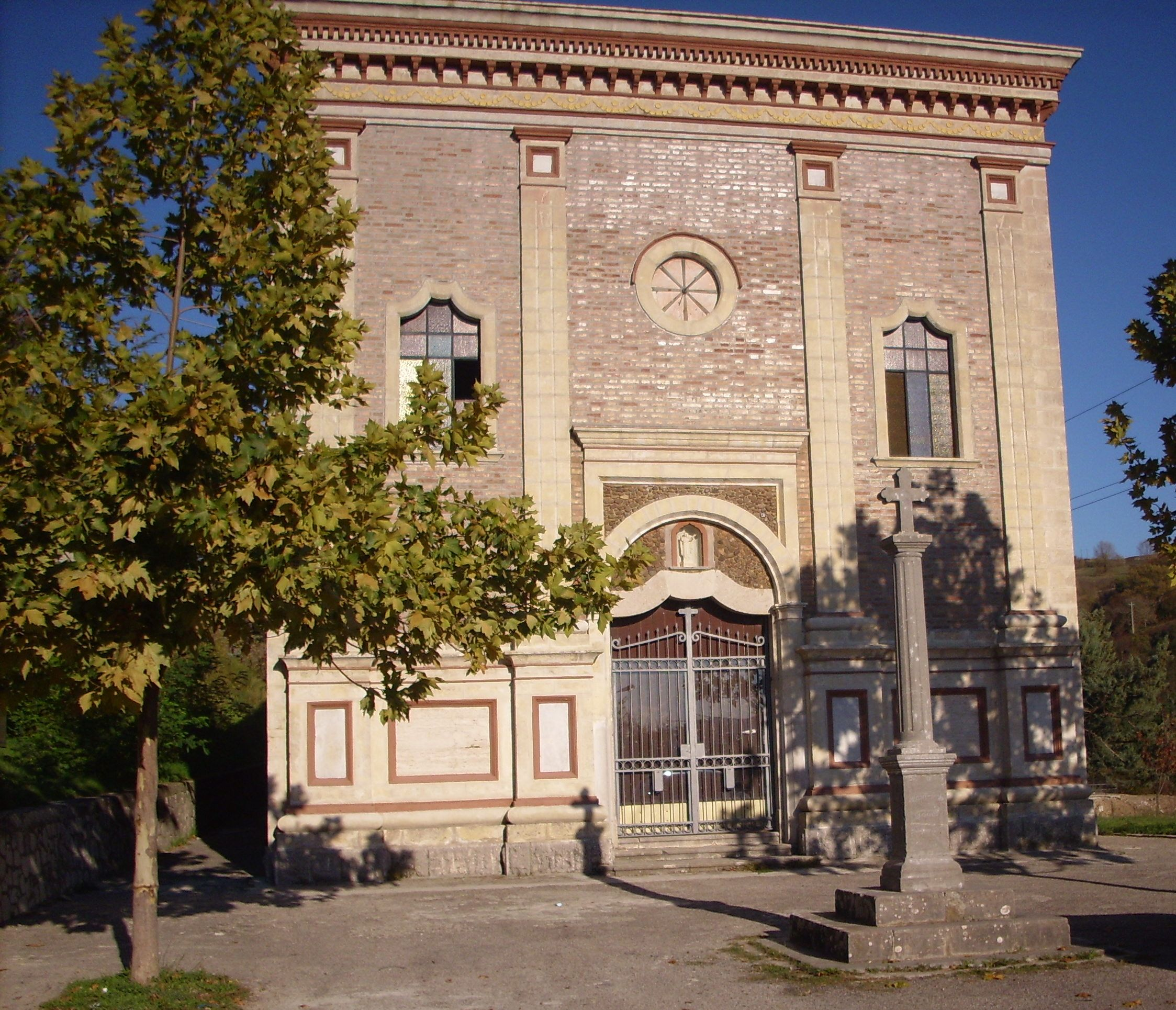
Chiesa di San Vito

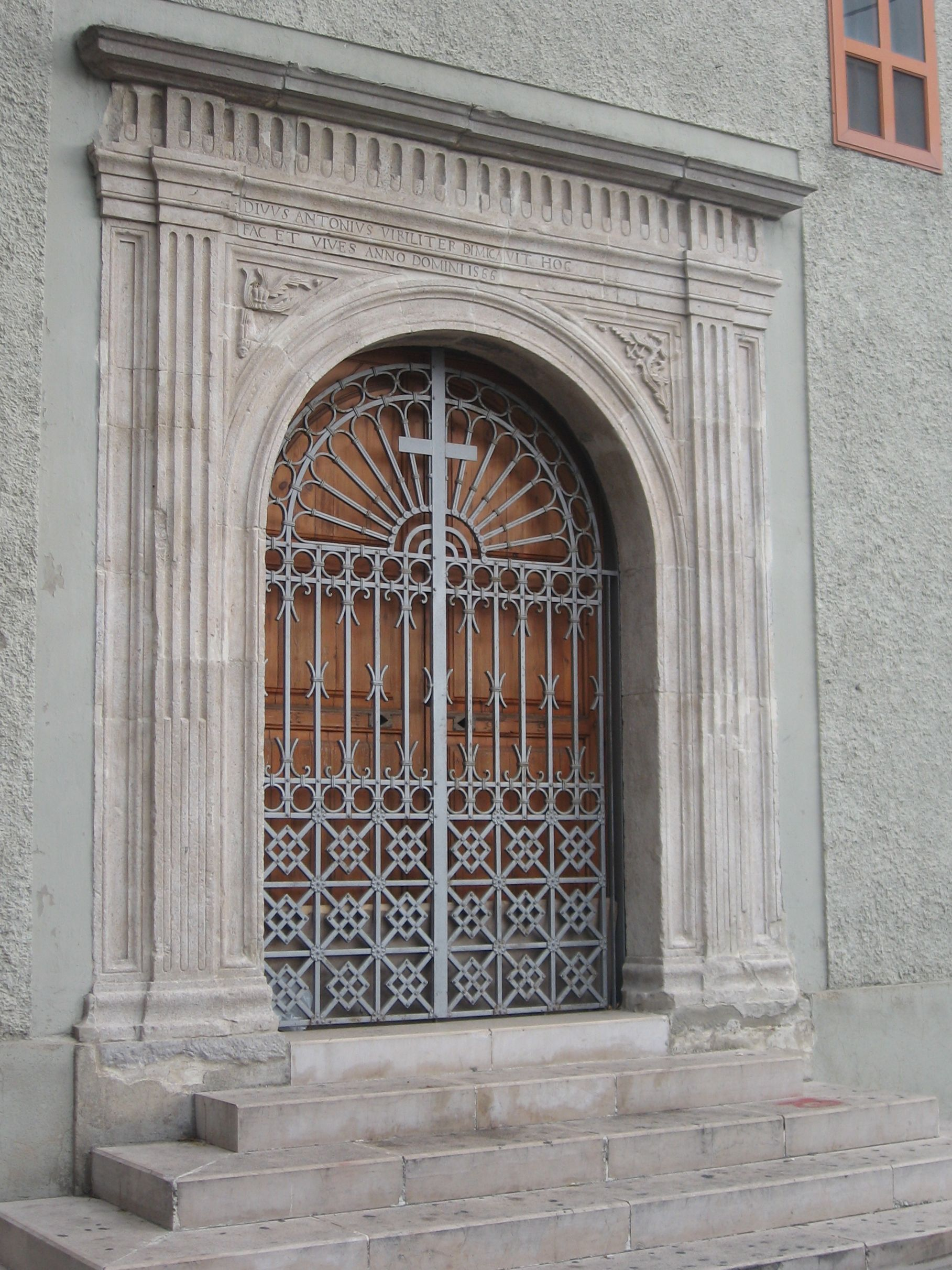
Portale della Chiesa di Santa Lucia

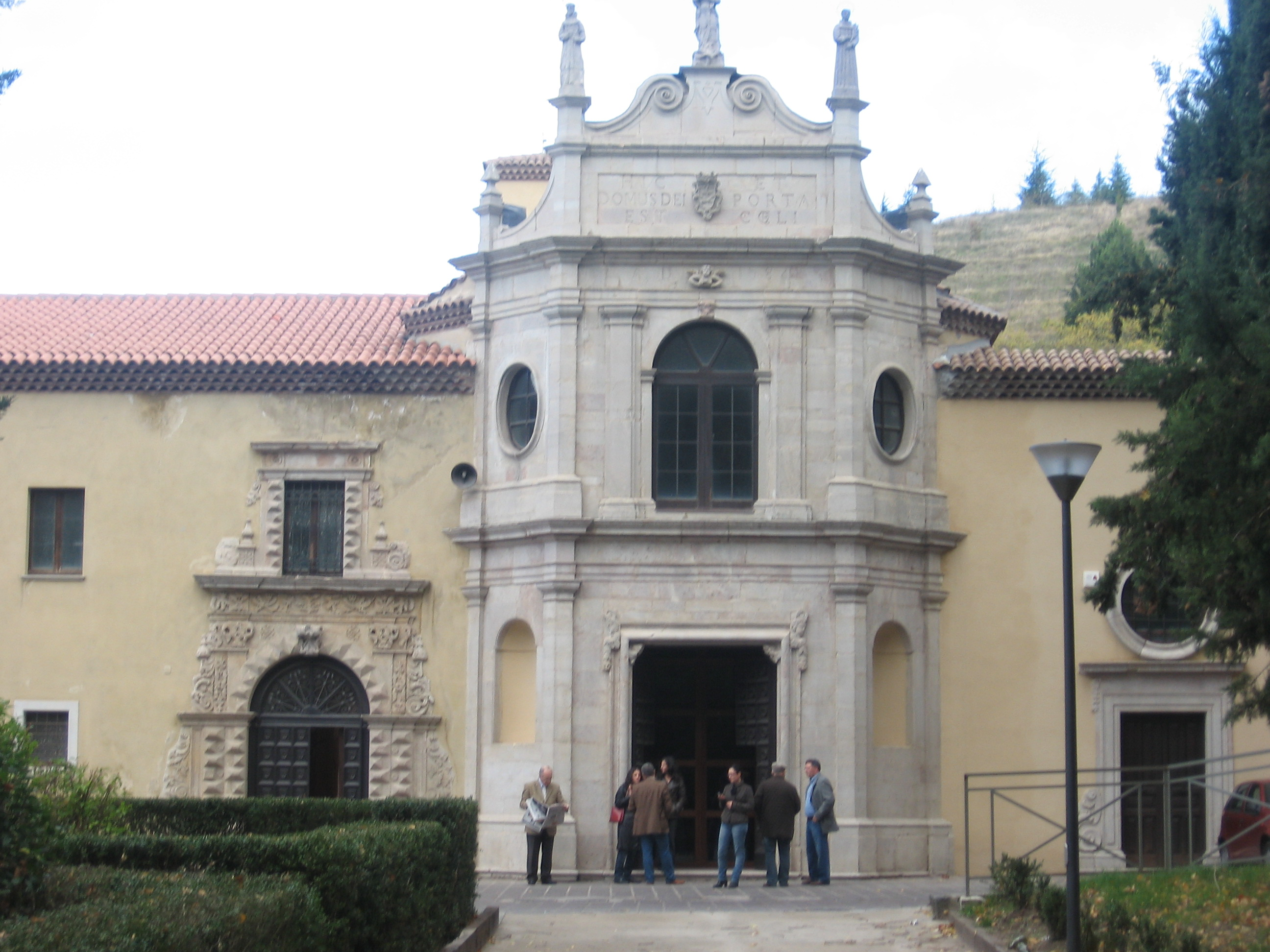
Facciata della Chiesa di Santa Maria degli Angeli e l'ingresso principale del monastero

- Basilica Pontificia di Santa Maria del Carmine
Costruita in età medievale e ristrutturata più volte nel corso dei tempi sino al XIX secolo e completata nel 1854.[18]. Composta da tre navate al suo interno vi sono numerose statue in legno policromato del XVIII e preziosi come la croce processionale, datata 1880. Contiene una piccola biblioteca con "Vita del Beato Luigi Gonzaga" del 1609.[19].
- Chiesa di Santa Maria degli Angeli
Edificata nel 1615, ristrutturata più volte e completata nel 1786.[20]. Vi sono statue di San Francesco, Santa Maria degli Angeli e Sant'Antonio, composta da due navate, conserva numerosi altari in legno policromato e dorati del XVII secolo. Al suo interno vi sono numerosi dipinti di autori importanti dell'epoca come quelli di Pietro Antonio Ferro, di Girolamo Cenatiempo e Filippo Ceppaluni. Completano il tutto diverse sculture il legno policromato del XVII e XVIII secolo, e l'organo a canne.[21]. Infine, di enorme pregio sono i portali del monastero. Anticamente vi era anche un vasto parco nelle vicinanze[22].
- Santuario di Santa Maria del Carmine
Edificato in onore della Madonna per aver salvato la città da un temibile terremoto nel 1696, ristrutturato in occasione del Giubileo del 2000.[18].
- Chiesa di San Vito
Edificata nel XVII secolo al suo interno si ritrova un quadro datato 1640 del Bresciano raffigurante la Madonna col Bambino e i Santi Vito e Lorenzo[23].
- Chiesa della Santissima Annunziata
Composta da tre navate, all'interno sono conservati numerosi dipinti del XVIII e XIX secolo e sculture settecentesche[24].
- Chiesa di Santa Maria de Cornu Bonu, chiamata anche chiesa di Santa Maria delle Grazie
Si conosce della sua esistenza dall'anno 1164, ristrutturata più volte nel corso dei tempi al suo interno si conservano alcune sculture settecentesche e la statua della Madonna delle Grazie, acquistata nel 1938[25].
- Cappella di San Biagio
Cappella antecedente al 1666, anche se la data di edificazione rimane sconosciuta,[26]. Ristrutturata nel 1840 da Giulio Corbo e poi nel 1984.
- Chiesa di Santa Lucia
Edificata nel 1566 dalla confraternita di Sant'Antonio di Vienna, il suo interno è stato abbellito grazie al lavoro di Giovanni Todisco[27].
- Cappella del Calvario
Costruita nel 1904, si raggiunge camminando in un sentiero in cui sono state poste le quattordici stazioni della "via Crucis", tutte in marmo. In seguito alla seconda guerra mondiale si aggiunse un arazzo russo raffigurante l'ultima cena[28].
- Chiesa della Santissima Trinità
Edificata nel 1743 da Matteo Vaccaro il cui stemma di famiglia ancora si osserva all'interno della chiesa.[29].
- Ex cappella di San Rocco
Edificata nel 1711, grazie ai lavori del 1787 e del 1855 e quelle del secolo successivo assunse le forme attuali. Inizialmente chiesa, in seguito divenne un oratorio. È sede dell'Azione Cattolica parrocchiale.
- Chiesa di San Giovanni (non più esistente)
Si trovava in corso Giuseppe Garibaldi ed era caratterizzata dal portale in bugnato del XVI secolo[30].

#### Monasteri e conventi

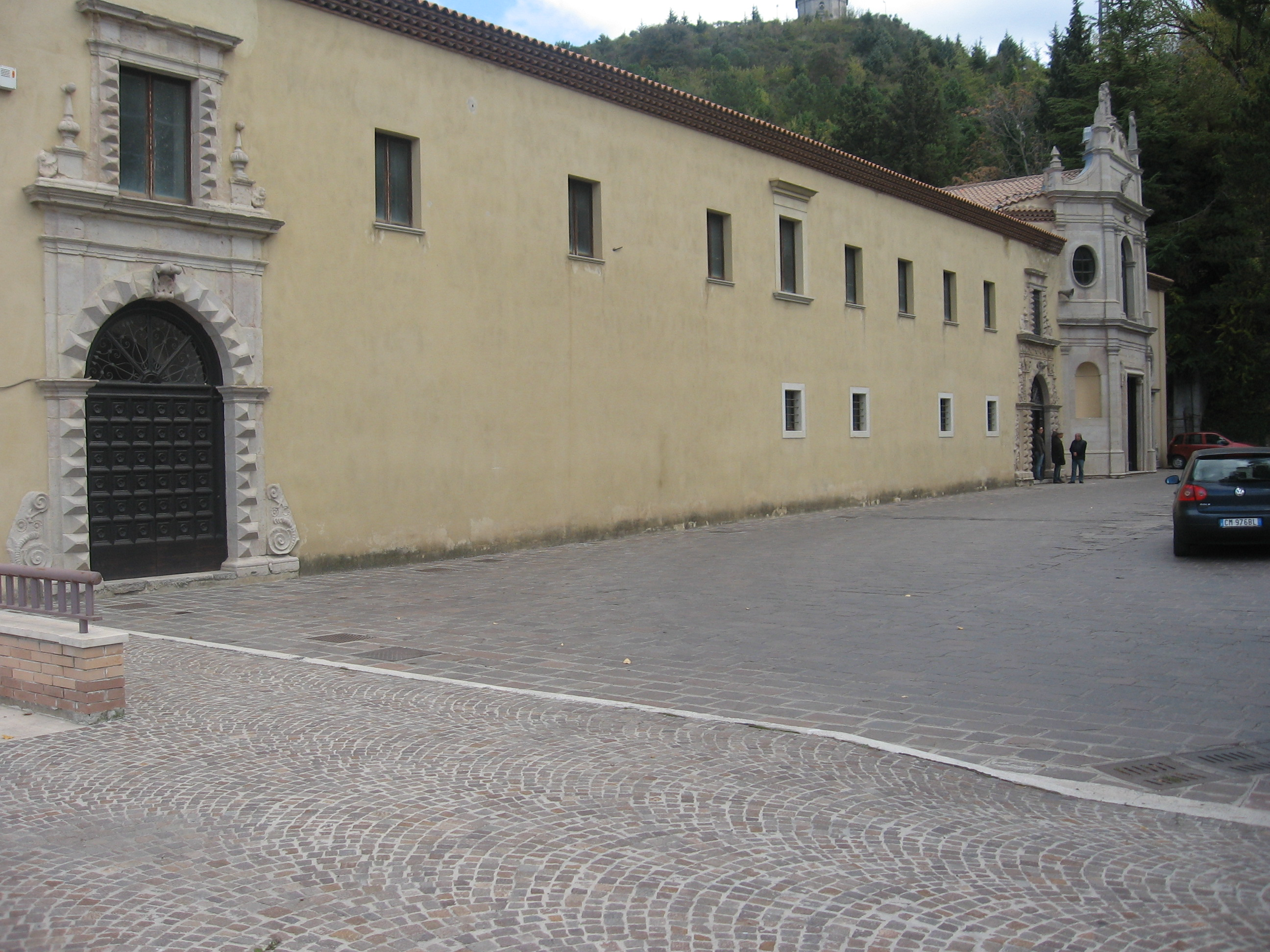
Chiesa e monastero di Santa Maria degli Angeli

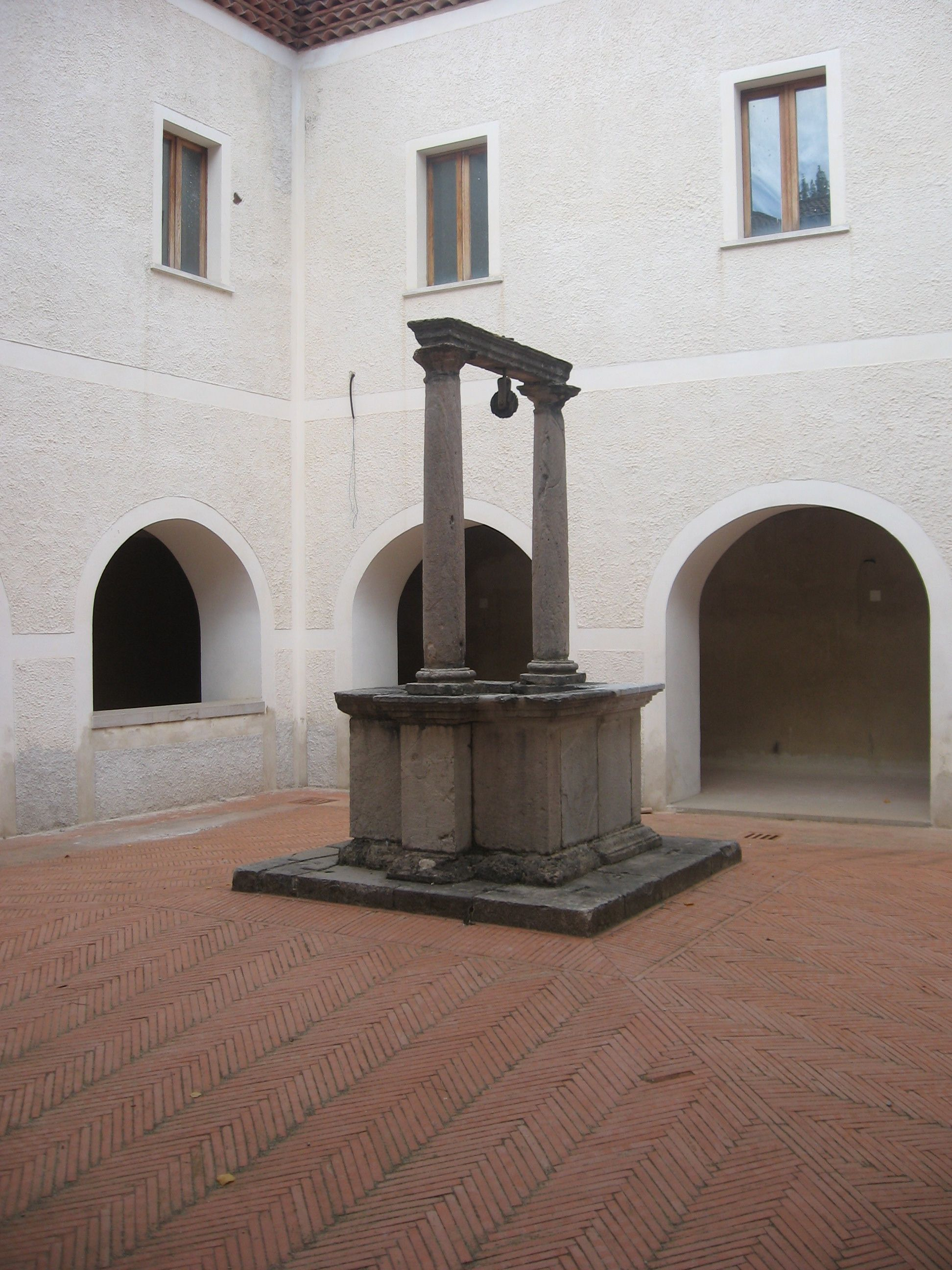
Pozzo del monastero di Santa Maria degli Angeli

- Monastero dei Frati Minori Riformati
Edificato grazie all'autorizzazione pervenuta nel 1615 con una bolla pontificia,[31] venne costruito presso la collina Impiso. Nel XIX secolo divenne famoso grazie al lavoro svolto dal monsignor Luigi Filippi.[32].
- Convento dei Padri Domenicani
Edificato grazie a Zenobia Scaglione vedova di Giuseppe Caracciolo, signore di Avigliano e Ruoti per evitare i lunghi spostamenti dei dominicani, nel 1605 iniziarono i lavori. Restaurato nel 1815 divenne un orfanotrofio provinciale fino al 1990.[33].
- Convento delle Monache di San Giuseppe
Nato grazie alle richieste del sacerdote don Leonardo Coviello lasciate tramite testamento, venne completata nel 1704 venne aperto nel mese di giugno dell'anno 1705[34]. Dal 1920 il numero di suore presenti era diventato esiguo e si arrivò alla chiusura nel 1926,[35] e abbattuto nel 1966, al suo posto si trova una scuola materna[36].

### Architetture civili

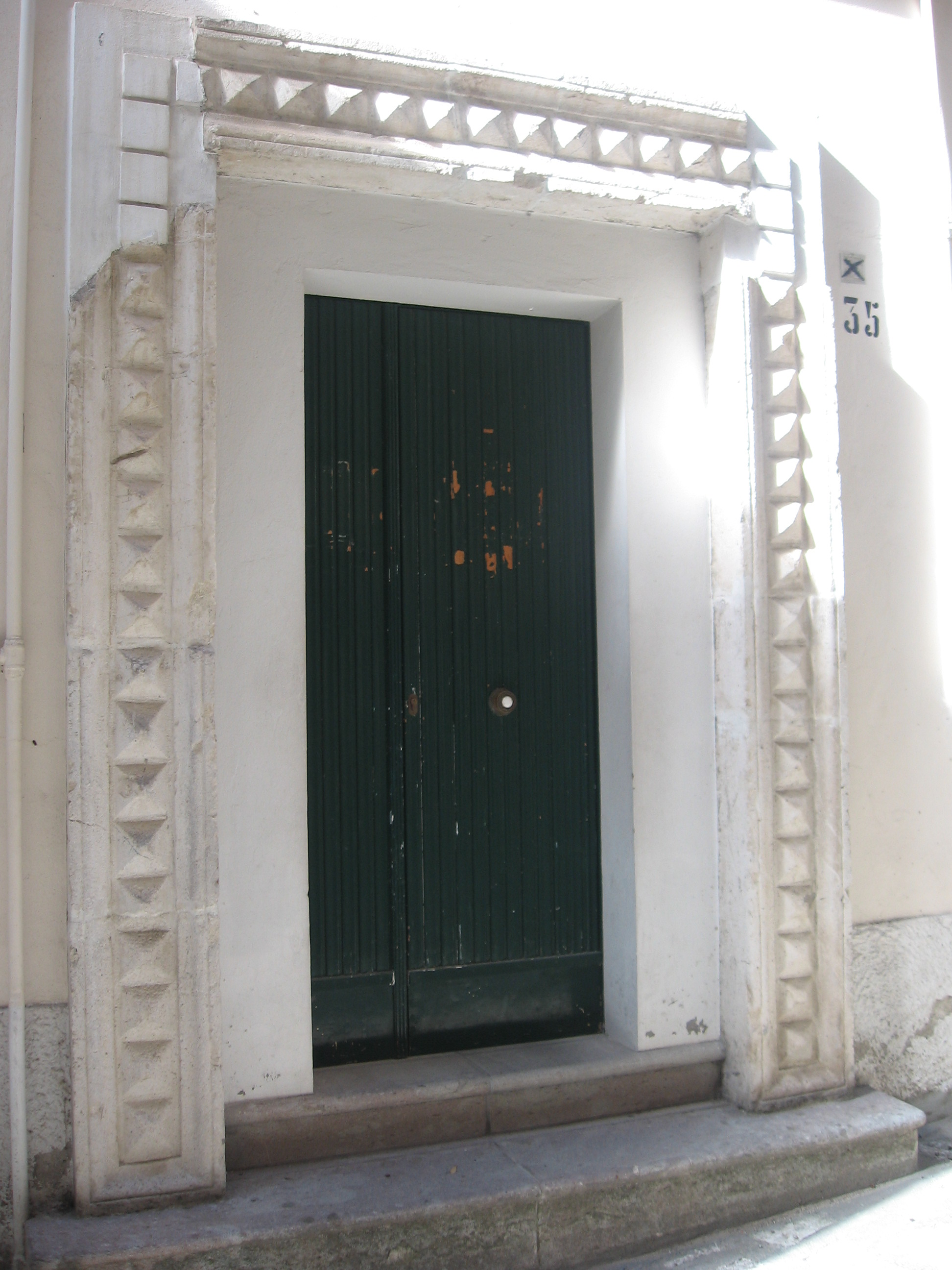
Un portale rinascimentale

- Torre di Taccone: ultima testimonianza della fortificazione che racchiudeva il primo nucleo abitato, di questa torre del XIV secolo rimane solo la base, mentre della muraglia, demolita agli inizi del Novecento, non resta traccia.
- Palazzo Doria: costruito nel XVII secolo ed ampliato nel 1734, la facciata principale, rimasta inalterata, si affaccia sulla piazza Emanuele Gianturco. Gli altri lati dell'edificio sono stati invece rimaneggiati, compreso quello di accesso, che tuttavia conserva portali seicenteschi. Il portale centrale, a piano terra, conserva una cornice architravata in pietra lavorata con motivi floreali.
- Palazzo Palomba: possiede una torre con l'orologio che domina la piazza, e conserva la facciata settecentesca. All'interno è oggi ospitata la casa di riposo fondata nel 1898. La famiglia Palomba fu tra le protagoniste dell'esperienza rivoluzionaria del 1799 aviglianese. Francesco Paolo Palomba, studente di giurisprudenza a Napoli innalzò il tricolore a Castel Sant'Elmo, come ricorda una targa posta all'interno della fortezza, venendo poi ucciso negli scontri susseguenti; Nicola Palomba, sacerdote, fu commissario della Repubblica per la difesa di Altamura contro le truppe del cardinale Fabrizio Ruffo e al ritorno dei Borbone fu decapitato in piazza del Mercato a Napoli. In seguito il palazzo passò per via ereditaria agli Stolfi. A fine Ottocento venne ceduto al comune.
- Palazzo Sponsa: la parte inalterata del palazzo seicentesco si affaccia su corso Garibaldi e conserva due balconate.
- Palazzo Salinas: conserva la fattura settecentesca, con un portale d'ingresso in bugnato. La facciata è stata rimaneggiata. Il portale immette in un cortile dove una scalinata conduce nelle stanze del palazzo.
- Palazzo Masi: attiguo al Palazzo Salinas, conserva la struttura settecentesca. All'interno vi è un cortile con un pozzo per l'acqua; l'esterno presenta balconate e finestre ornate da cornici architravate, e un portale d'ingresso sormontato dallo stemma in pietra della famiglia.
- Palazzo Corbo di Sopra: struttura settecentesca, su due piani, domina la piazza principale, con balconcini in ferro battuto, e decorazioni a stucchi e le lesene della facciata in stile barocchetto.
- Palazzo Corbo di Basso: situato nel quartiere "dietro le Rocche", domina la vallata con una sorta di torrione quadrangolare. Costruito a partire dal XIV secolo, quando la famiglia arrivò in Avigliano da Sulmona ove apparteneva al patriziato cittadino, il palazzo subì costanti rimaneggiamenti assumendo il suo aspetto attuale probabilmente nel XVII secolo. Conserva un bel portale in pietra. Ha subito un rifacimento moderno che ne ha completamente mutato le suddivisioni interne ed è ora adibito a case popolari.
- Palazzo Corbo di Sopra: già palazzo Sarnelli, edificio tardoseicentesco, realizzato per volontà di Nicola Sarnelli nella seconda metà del Seicento, recentemente ricostruito, conserva un portale d'ingresso e, all'interno, un ballatoio. La famiglia Sarnelli diede il suo nome ad una delle frazioni del comune; lasciata Avigliano dopo il terremoto del 1694, si stabilì definitivamente a Napoli acquisendo la baronia di Ciorani; vi appartenne il beato Gennaro Maria Sarnelli e Vincenzo Maria Sarnelli, vescovo di Castellammare di Stabia nel 1879 e cardinale di Napoli nel 1897.
- Palazzo Labella: struttura ottocentesca, formata da vari piani, presenta ringhiere e un portale d'ingresso.
- Palazzo Gagliardi: la facciata conserva la fattura settecentesca con portali in pietra ed un cornicione. L'accesso avviene attraverso un portale in bugnato, sormontato dallo stemma della famiglia, che immette in un giardino pensile chiuso da arcate.
- Convento dei padri domenicani: costruito nel 1605, fu soppresso nel 1809 e trasformato prima in Collegio reale nel 1852, poi in Orfanotrofio provinciale, chiuso nel 1990. Attualmente ospita gli uffici comunali e conserva la fattura seicentesca con balconate sostenute da gattoni.

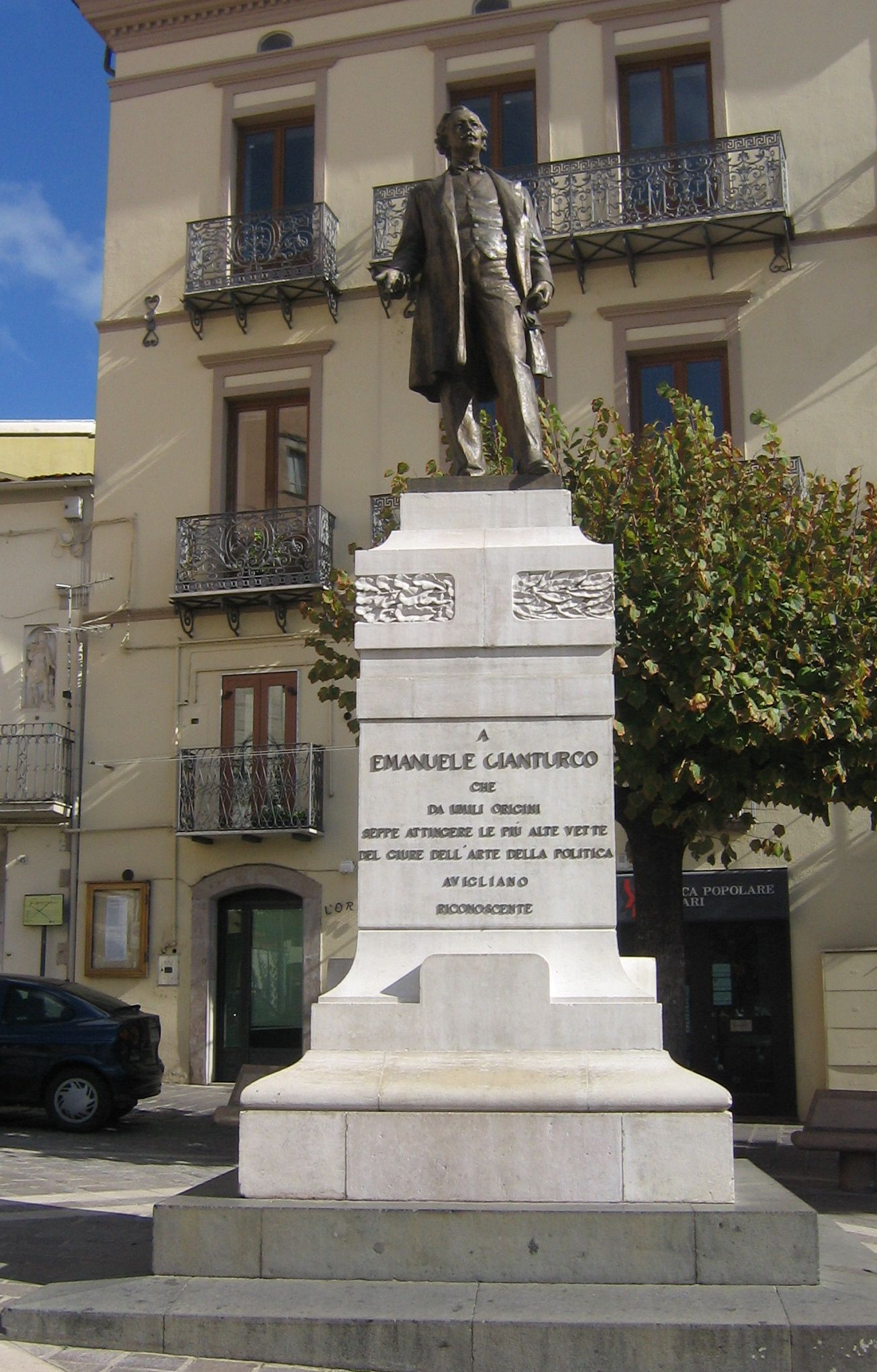
Monumento ad Emanuele Gianturco

### Monumenti
- Monumento a Emanuele Gianturco: statua in bronzo realizzata dallo scultore Gaetano Chiaromonte nel 1926, collocata nella cinquecentesca piazza intitolata al giurista aviglianese.
- Monumento ai caduti della prima guerra mondiale: statua realizzata nel 1929 dallo scultore Carmine Filipponi, si trova nella villa comunale costruita contestualmente al monumento.

## Società

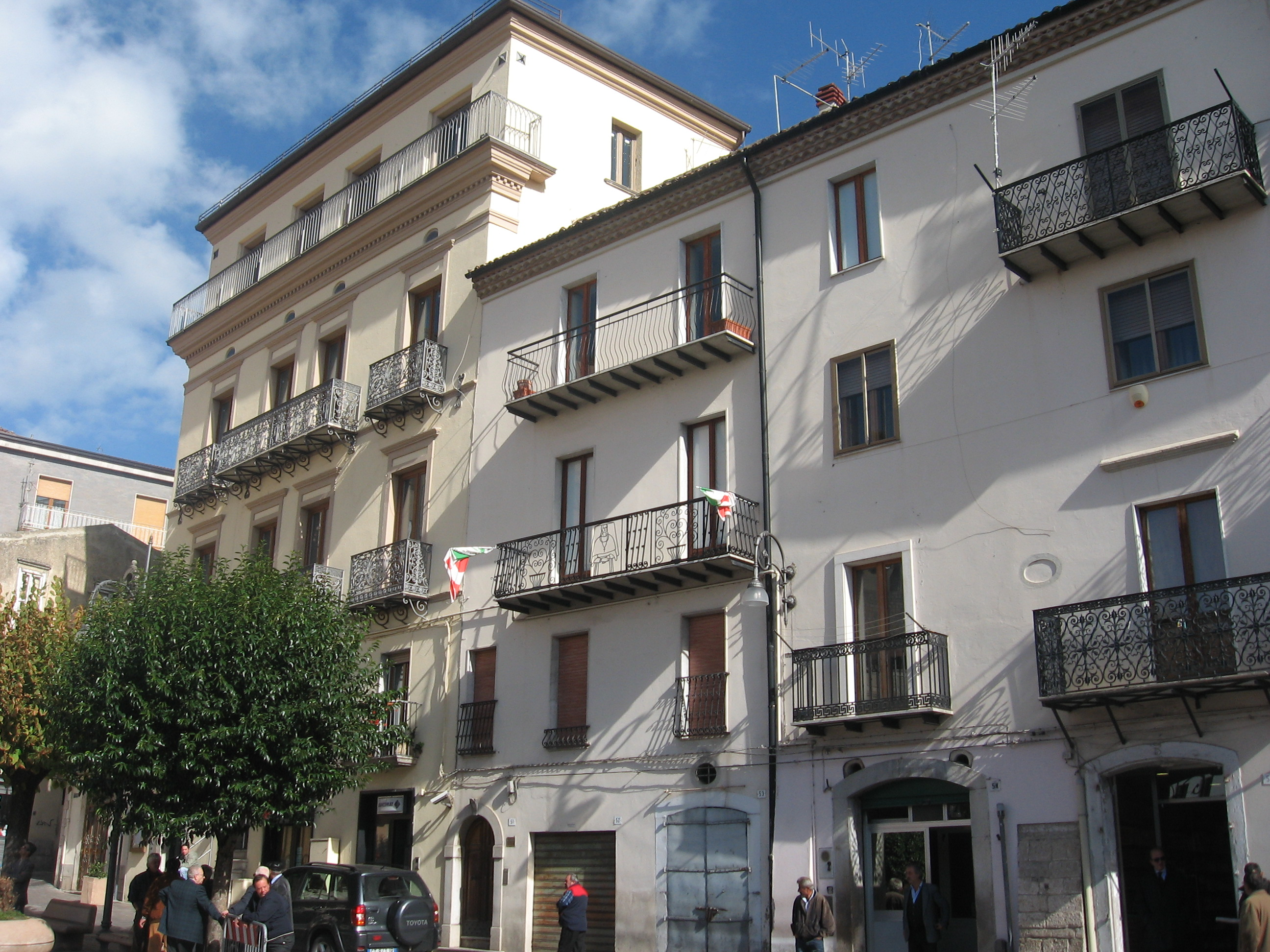
La piazza dedicata a Gianturco

### Evoluzione demografica
Abitanti censiti

- Fino al 1951 faceva parte del comune di Avigliano anche Filiano.

### Etnie e minoranze straniere
Risiedono 207 cittadini stranieri in Avigliano al 31 dicembre 2019, pari all' 1,8% della popolazione. La comunità nazionale numericamente più significativa è quella rumena, che conta 149 residenti.

### Lingue e dialetti
Nei comuni di Avigliano e di Filiano ed in alcune frazioni di Ruoti e di Bella (San Cataldo, Serra di Pepe e Spinosa), di Pietragalla (San Giorgio, San Nicola), di Atella (Sant'Ilario) si parla un dialetto locale denominato "aviglianese", appartenente al gruppo dei dialetti italiani meridionali e che presenta inoltre alcune caratteristiche tipiche dei dialetti gallo-italici di Basilicata.
È presente nella pronuncia un suono di consonante occlusiva retroflessa sonora: ḏḏ ɖ, si pronuncia come d mettendo però la lingua fra i denti e il palato. Nell'aviglianese solitamente ha grado doppio (esempio: cavaḏḏe per cavallo).
Altre caratteristiche di pronuncia:
- la «e» in finale di parola viene soppressa foneticamente, e non forma alcuna sillaba con la lettera preceduta;
- se la «e» in finale di parola è accentata si pronuncia;
- nel modo infinito del verbo, le vocali presenti risultano essere quasi sempre accentate;
- nella particella pronominale «ci», la consonante «c» si trasforma in «n»;

Esempio: in italiano, l'espressione "ce ne andiamo" in dialetto aviglianese diventa "n sciam" (sciam: prima persona plurale del presente del verbo andare)
- le parole al singolare che cominciano per "ca" diventano "cua" o "qua";
- le parole al plurale che cominciano per "ca" rimangono invariate.
- la preposizione semplice "di" diventa "r".

## Cultura

### Istruzione

#### Biblioteche

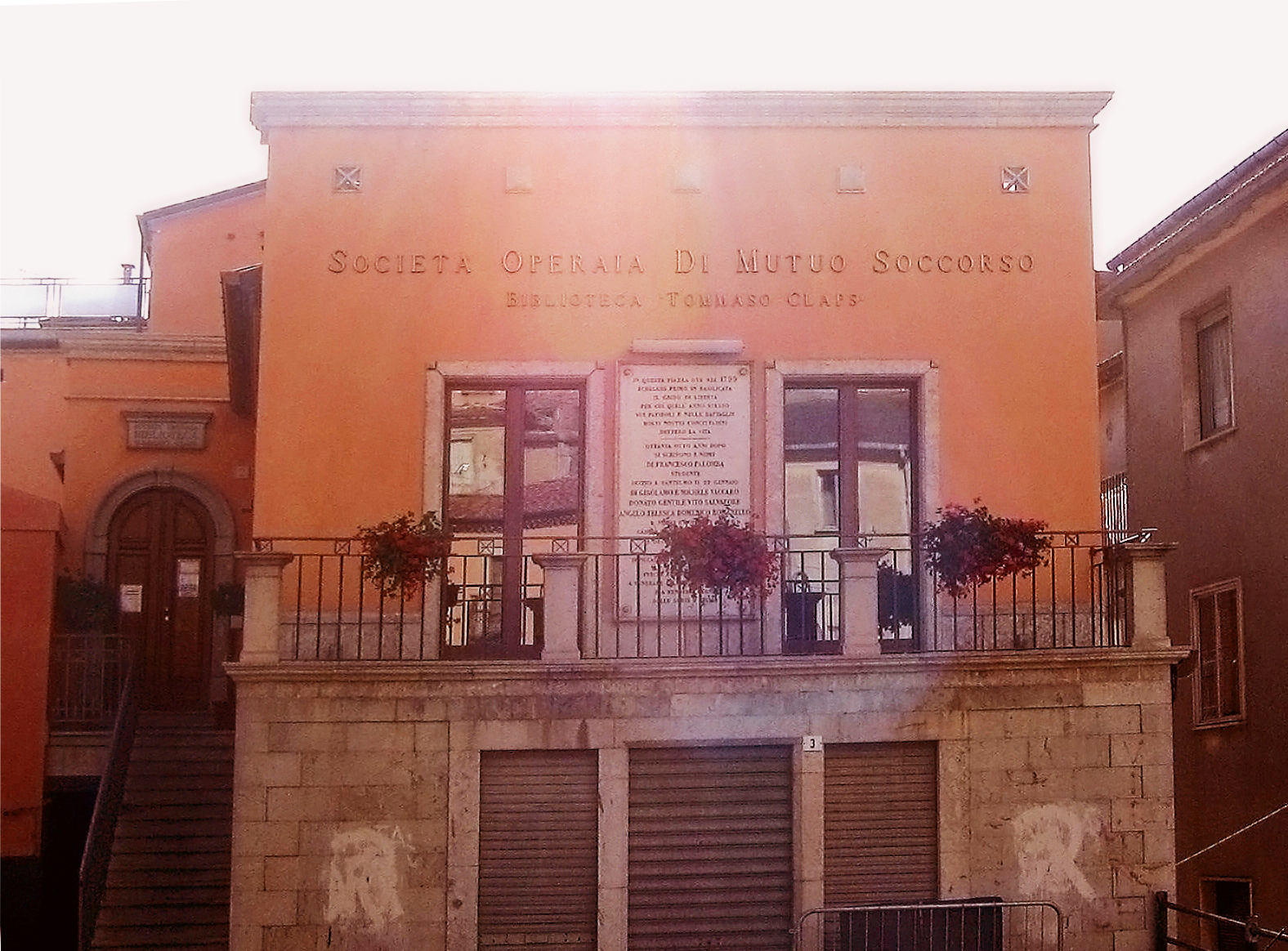
La biblioteca di Avigliano, dedicata a Tommaso Claps

Nel 2007, per iniziativa della Società operaia di Mutuo Soccorso è stata inaugurata una biblioteca, intitolata a Tommaso Claps, ricca, soprattutto, di opere giuridiche, anche dei secoli scorsi.

#### Eventi
- Quadri plastici - rappresentazione svolta nella prima domenica di agosto, in cui circa settanta persone, rimanendo del tutto immobili, vengono coinvolte nella riproduzione di soggetti sacri raffigurati in opere d’arte.
- Fiera di Lagopesole - ospitata nella frazione di Lagopesole nel periodo autunnale, prima fiera campionaria ad essere stata riconosciuta dalla Regione Basilicata nel 1996.[39] Vi partecipano oltre 250 aziende con l'esposizione di prodotti artigianali, industriali ed enogastronomici. Rilevante è il padiglione Nozzexpo dedicato ad abbigliamento, ricevimenti ed articoli nuziali.

### Cucina
Tipici prodotti della cucina aviglianese sono la strazzata, focaccia a ciambella con pepe, e la carchiola, focaccia azzima con farina di mais cotta in camino. Un tempo parte della "cucina povera" locale, oggi sono rivalutati come cibo di strada, e certificati come prodotti agroalimentari tradizionali lucani. La carchiola è altresì riconosciuta come prodotto Arca del Gusto Slow Food.
Tipica è anche la fucuazza, una tradizionale focaccia cotta a legna con una storia secolare, risalente al 1500, condita con pomodoro, olio e origano (fucuazza cu la prmmarora) o, nella versione bianca, con verdure e formaggi. Molto diffuso nella gastronomia locale è il baccalà, protagonista di ricette tradizionali come il baccalà aviglianese, preparato con peperoni cruschi, aglio e prezzemolo, e le polpette di baccalà e patate, aromatizzate con peperone crusco in polvere. Come dolci vi si trovano i taralli glassati aromatizzati all'anice detti mustazzuol' (da non confondere con i biscotti mustazzoli) e la paparotta, dolce a base di mosto cotto aromatizzato con cannella e/o chiodi di garofano. Liquore tipico di Avigliano è la China China Laguardia, un elisir ottenuto dall'infusione idroalcolica di cortecce di China calissaia.

## Economia

### Artigianato

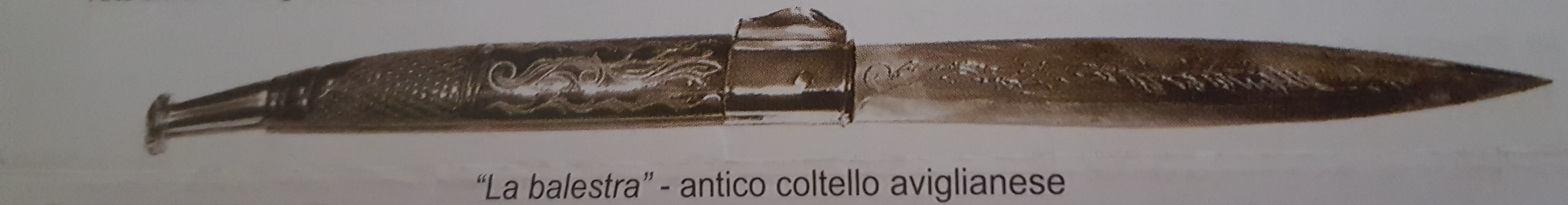
Balestra aviglianese

Tra le attività più tradizionali e rinomate vi sono quelle artigianali, legate alla cultura contadina e pastorale. Queste attività, ben lungi dallo scomparire stanno invece rifiorendo, e si distinguono per la lavorazione del legno finalizzata sia alla produzione di mobili sia di oggetti casalinghi, oltreché per quella della paglia e del vimini, per l'intaglio a fini artistici, per la tessitura indirizzata alla realizzazione di tappeti e di costumi tradizionali, e infine per la lavorazione dei metalli, come il rame ed il ferro.
L'artigianato aviglianese è altresì noto per la balestra, un coltello dalla lama a foglia di ulivo scanalata che si apre con caratteristici tre scatti, e il manico in corno di bufalo con fornimenti dorati o argentati. La tradizione, quasi del tutto scomparsa negli anni sessanta, è ancora viva grazie ad alcuni artigiani e la balestra è tuttora un oggetto ricercato dai collezionisti.

## Infrastrutture e trasporti

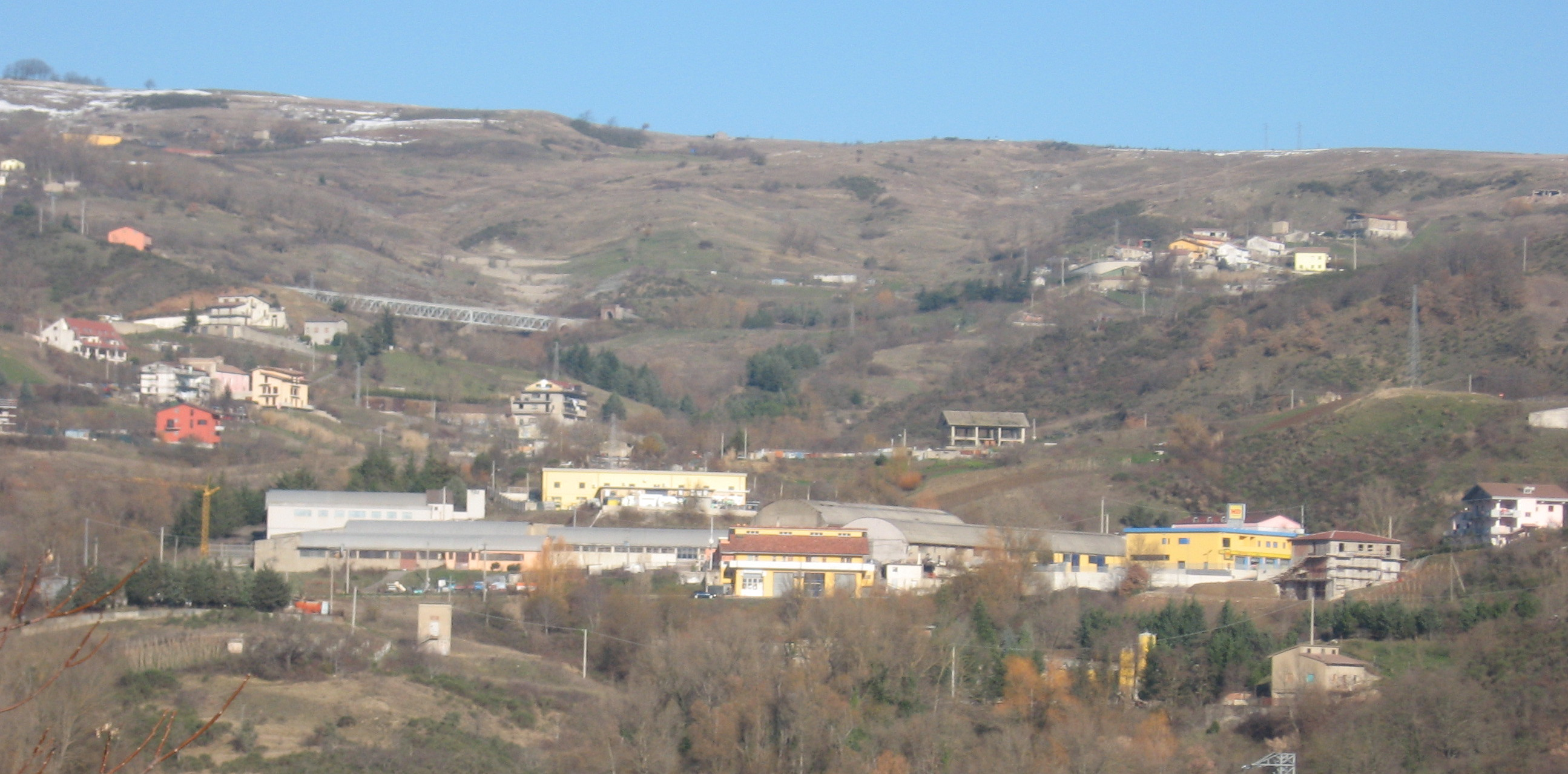
L'Area PAIP

### Ferrovie
Nel territorio di Avigliano sono presenti tre stazioni ferroviarie:
- Stazione di Avigliano Città: si trova nel centro del paese e funge da capolinea della linea Potenza Inferiore Scalo-Avigliano Città delle Ferrovie Appulo-Lucane. La presenza della stazione di Avigliano Città si deve a Pietro Antonio Laguardia, sindaco dal 1915 al 1921. Il progetto iniziale era stato sospeso a causa della Prima Guerra Mondiale e poi, conclusosi il conflitto, a causa di un crollo. Egli operò una variante al suddetto progetto e realizzò la tratta, ponendo la stazione nell'immediata periferia del centro abitato, coronando l'aspirazione dei cittadini aviglianesi di essere ben collegati al resto della regione.
- Stazione di Possidente: lungo la linea di Trenitalia Potenza Centrale-Foggia;
- Stazione di Castel Lagopesole: situata nella frazione Sarnelli, adiacente alla frazione Lagopesole, si trova anch'essa lungo la linea di Trenitalia Potenza Centrale-Foggia.

Sempre nel territorio di Avigliano, nella frazione Sant'Angelo, si trova la stazione di Pietragalla, lungo la linea Potenza Centrale-Foggia. Nella frazione Moccaro è presente una fermata della linea Potenza-Avigliano delle FAL.

## Amministrazione
| Periodo           | Periodo           | Primo cittadino           | Partito                                          | Carica                        | Note            |
| ----------------- | ----------------- | ------------------------- | ------------------------------------------------ | ----------------------------- | --------------- |
| 11 aprile 1946    | 27 ottobre 1947   | Boemondo Colangelo        |                                                  | Sindaco                       |                 |
| 28 ottobre 1947   | 24 settembre 1949 | Andrea Mancusi            |                                                  | Sindaco                       |                 |
| 25 settembre 1949 | 7 giugno 1952     | Vincenzo Claps            |                                                  | Sindaco                       |                 |
| 8 giugno 1952     | 7 febbraio 1953   | Vincenzo Claps            |                                                  | Sindaco                       |                 |
| 8 febbraio 1953   | 10 settembre 1955 | Vito Zaccagnino           |                                                  | Sindaco                       |                 |
| 11 settembre 1955 | 9 giugno 1956     | Vincenzo Summa            |                                                  | Sindaco                       |                 |
| 10 giugno 1956    | 26 novembre 1960  | Andrea Viggiano           | Democrazia Cristiana                             | Sindaco                       |                 |
| 27 novembre 1960  | 15 dicembre 1964  | Gennaro Claps             | Democrazia Cristiana                             | Sindaco                       |                 |
| 16 dicembre 1964  | 5 luglio 1970     | Domenico Antonio Accuosto | Democrazia Cristiana                             | Sindaco                       |                 |
| 6 luglio 1970     | 14 marzo 1974     | Domenico Antonio Accuosto | Democrazia Cristiana                             | Sindaco                       | Secondo mandato |
| 15 marzo 1974     | 26 agosto 1975    | Giuseppe Possidente       | Democrazia Cristiana                             | Sindaco                       |                 |
| 26 agosto 1975    | 12 settembre 1975 | Domenico Santarsiero      |                                                  | Sindaco                       |                 |
| 13 settembre 1975 | 19 marzo 1978     | Vito Carmelo Rosa         | Partito Comunista Italiano                       | Sindaco                       |                 |
| 20 marzo 1978     | 17 giugno 1978    | Francesco Porretti        |                                                  | Commissario Prefettizio       |                 |
| 18 giugno 1978    | 22 luglio 1983    | Gerardo Coviello          | Democrazia Cristiana                             | Sindaco                       |                 |
| 23 luglio 1983    | 27 settembre 1985 | Gerardo Coviello          | Democrazia Cristiana                             | Sindaco                       | Secondo mandato |
| 18 settembre 1985 | 28 giugno 1988    | Giuseppe Tripaldi         | Democrazia Cristiana                             | Sindaco                       |                 |
| 29 giugno 1988    | 5 giugno 1993     | Francesco Mancusi         | Democrazia Cristiana                             | Sindaco                       |                 |
| 6 giugno 1993     | 28 maggio 1995    | Giuseppe Tripaldi         | Democrazia Cristiana                             | Sindaco                       |                 |
| 28 maggio 1995    | 18 novembre 1995  | Nicola Coviello           | Democrazia Cristiana - Partito Popolare Italiano | Vice Sindaco facente funzioni |                 |
| 19 novembre 1995  | 15 aprile 2000    | Domenico Pace             | Centrosinistra                                   | Sindaco                       |                 |
| 16 aprile 2000    | 4 aprile 2005     | Domenico Tripaldi         | L'Ulivo                                          | Sindaco                       |                 |
| 5 aprile 2005     | 29 marzo 2010     | Domenico Tripaldi         | L'Ulivo                                          | Sindaco                       | Secondo mandato |
| 30 marzo 2010     | 30 maggio 2015    | Vito Summa                | PD                                               | Sindaco                       |                 |
| 1º giugno 2015    | 22 settembre 2020 | Vito Summa                | PD                                               | Sindaco                       | Secondo mandato |
| 22 settembre 2020 | 2 febbraio 2024   | Giuseppe Mecca            | centro-destra                                    | Sindaco                       |                 |
| 2 febbraio 2024   | 9 giugno 2024     | Gerardo Quaranta          |                                                  | Commissario straordinario     |                 |
| 9 giugno 2024     | in carica         | Giuseppe Mecca            | centro-destra                                    | Sindaco                       |                 |

## Sport

### Calcio

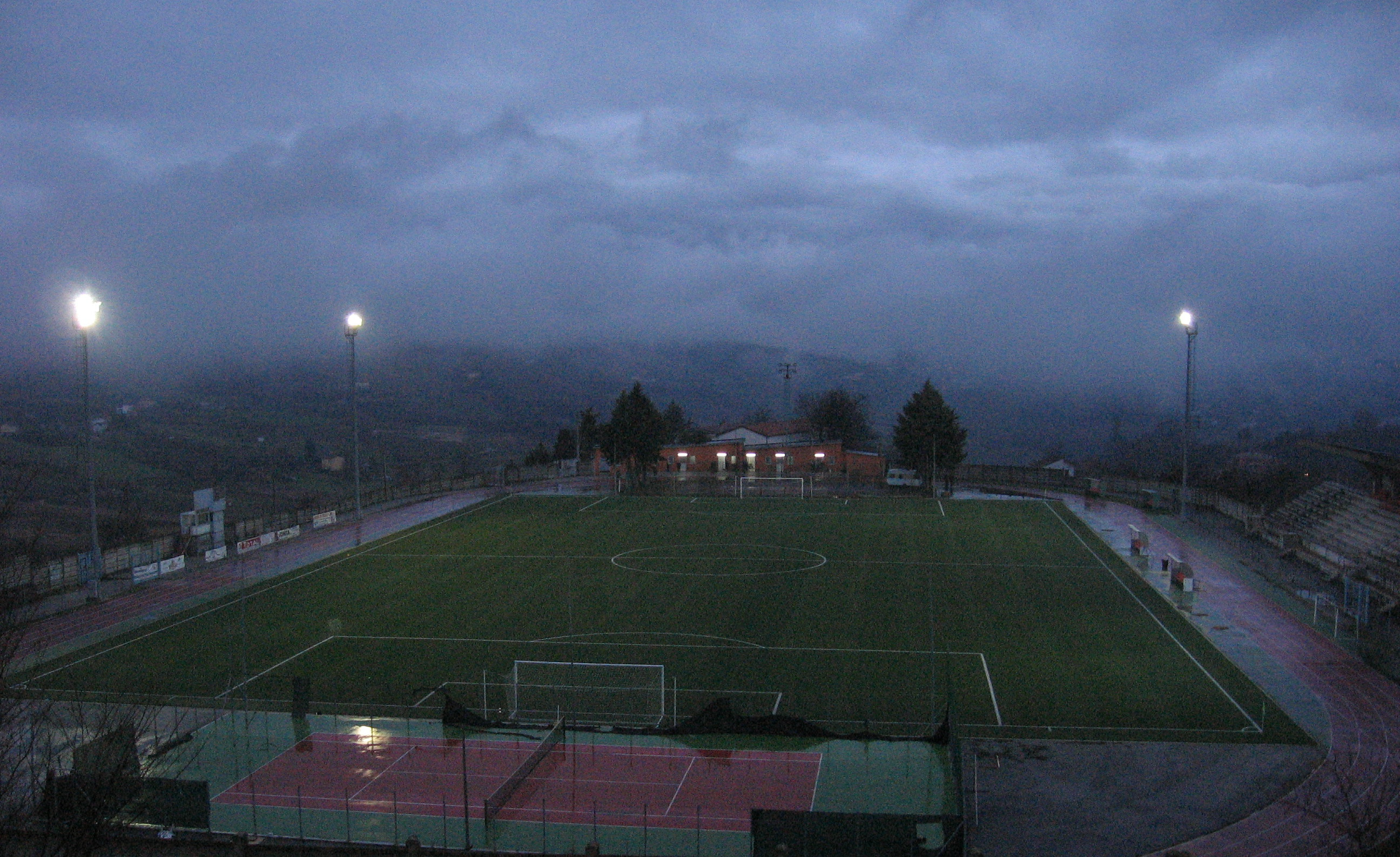
Stadio di Avigliano

La principale squadra di calcio della città è l'Avigliano Calcio nata nel 1927 che milita nell'Eccellenza. Il campo di gioco è il "Comunale" in erba sintetica, con una capienza di circa 1.200 posti.

### Tennis
Ad Avigliano ha sede l'A.S.D. Tennis Avigliano.

### Impianti sportivi
Nel Comune sono presenti campi comunali di calcio e di tennis, ad Avigliano e nelle frazioni di Possidente, Lagopesole e Sant'Angelo.